# Bálványosiné Sára Magda
Bálványosiné Sára Magda (1942 –) magyar vitorlázórepülő sportoló, Sára Sándor testvére.

## Életpálya
A Ganz Árammérőgyár dolgozója volt. 1970-ig 400 órát töltött a levegőben. Később Budapesten a (Ganz Műszer Művek) Személyzeti Osztályán alkalmazott munkatársként dolgozott.

## Sportegyesületei
- Ipari Tanuló Repülő Klub (ITRK),
- Postás Repülő Klub

## Sporteredmények
- 1970. május 25-én Dunakeszi – Bercel – Hatvan – Dunakeszi 103 kilométeres háromszögön Bolla Mária társával országos női kétüléses alaprekordot állított be 43,7 kilométer/óra sebességgel, GOBÉ típusú repülőgéppel.
- 1970. május 26-án a Vác – Hatvan – Vác 84 kilométeres hurokrepülésben új rekordot állítottak fel.
- 1970. június 14-én Dunakeszi – Miskolc távolságon céltáv és abszolút táv kategóriában országos rekordot repültek.
- 1973. 418,0 kilométeres távolsági rekord, együléses Foka vitorlázógéppel

## Külső hivatkozások
- Sára Magda. aeronews.hu. [2012. május 12-i dátummal az eredetiből archiválva]. (Hozzáférés: 2011. december 17.)
- Sára Magda. soaringhungary.hu. [2012. június 2-i dátummal az eredetiből archiválva]. (Hozzáférés: 2011. december 20.)
- Pilótafutár